# Ciclo solar 25

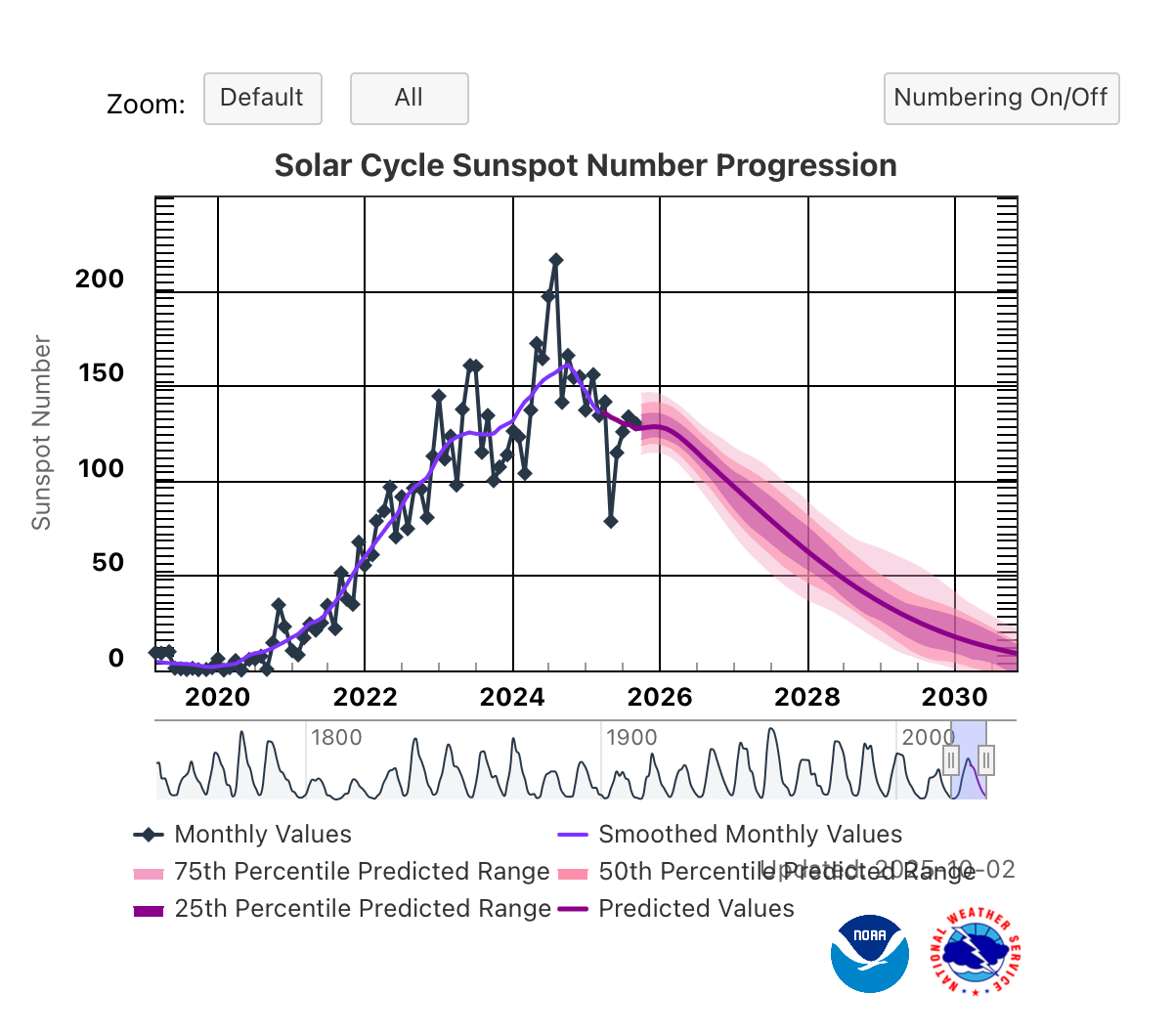
Situación de la progresión anual del número de manchas solares desde el año 2020, con los valores registrados hasta septiembre de 2024 y las predicciones de actividad hasta 2032.

El Ciclo solar 25 es el vigésimo quinto ciclo solar desde 1755, cuando comenzó el registro sistemático de la actividad de manchas solares. Es el ciclo solar en el que nos encontramos y comenzó oficialmente en diciembre de 2019, con un número mínimo de manchas solares suavizadas de 1,8. Se espera que finalice en el año 2030.

## Predicciones
Se han realizado varias predicciones con respecto a la fuerza de ciclo 25, con sugerencias de deslizamiento lento a un ciclo débil similar al ciclo anterior, e incluso un ciclo fuerte. Una publicación de Nature, habría afirmado que sería un ciclo muy débil, con un deslizamiento similar al mínimo  de Maunder en actividad. Dicha afirmación fue retractada, con el acuerdo de uno de sus cuatro autores,  debido a errores fundamentales que exageraron la variabilidad de la distancia de la Tierra al Sol, durante un período de siglos. Upton Y Hathaway pronosticaron que la debilidad del ciclo 25 lo haría parte del Mínimo de Gleissberg Moderno.
El Panel de Predicción del Ciclo Solar 25, anunció en diciembre de 2019, que el ciclo actual será similar al ciclo solar 24, con el mínimo del ciclo solar anterior en abril de 2020 (± 6 meses), y el número de manchas solares alcanzará un (suavizado) máximo de 115 en julio de 2025 (± 8 meses). Esta predicción está en línea con el acuerdo general actual en la literatura científica, que sostiene que el ciclo solar 25 será más débil que el promedio.
| Fuente                                                                                 | Fecha             | Máximo                                 | Inicio de ciclo                    | Fin de ciclo    |
| -------------------------------------------------------------------------------------- | ----------------- | -------------------------------------- | ---------------------------------- | --------------- |
| Thompson, M.J. Et al.                                                                  | Agosto de 2014    |                                        | Cuarto trimestre de 2019           |                 |
| Zharkova, V. Et al 2014, 2015. (Northumbria U.)                                        | Octubre de 2014   | 80% del ciclo 24                       |                                    |                 |
| Upton, L.Un. Y Hathaway, D.H. (Grupo de Observatorios solares, Stanford Universitario) | Diciembre de 2018 | 95% del ciclo 24                       | Finales de 2020 - Inicios de 2021  |                 |
| Xu, J.C. Et al. (Academia china de Ciencias)                                           | Agosto de 2018    | 152.2-184.8 (2024)                     | Octubre de 2020                    |                 |
| Bhowmik, P. Y Nandy, D. (IISER Kolkata)                                                | Diciembre de 2018 | 109-139 (2023-2025)                    | 2020                               | Después de 2031 |
| Ozguc, Un. Et al. (Harvard U-ty)                                                       | Diciembre de 2018 | 154±12 (2023.2±1.1)                    |                                    |                 |
| NOAA / SSRC                                                                            | Abril de 2019     | 95-130 (2023–2026)                     | Mediados de 2019 - Finales de 2020 |                 |
| NASA                                                                                   | Junio de 2019     | 30–50% más bajo que el Ciclo 24 (2025) | 2020                               |                 |
| NOAA / SSRC (Actualización)                                                            | Diciembre 2019    | 105–125 (julio 2025)                   | Abril de 2020 (+/- 6 meses)        |                 |
| Centro nacional para Búsqueda Atmosférica                                              | Diciembre de 2020 | 233                                    |                                    |                 |

## Señales tempranas

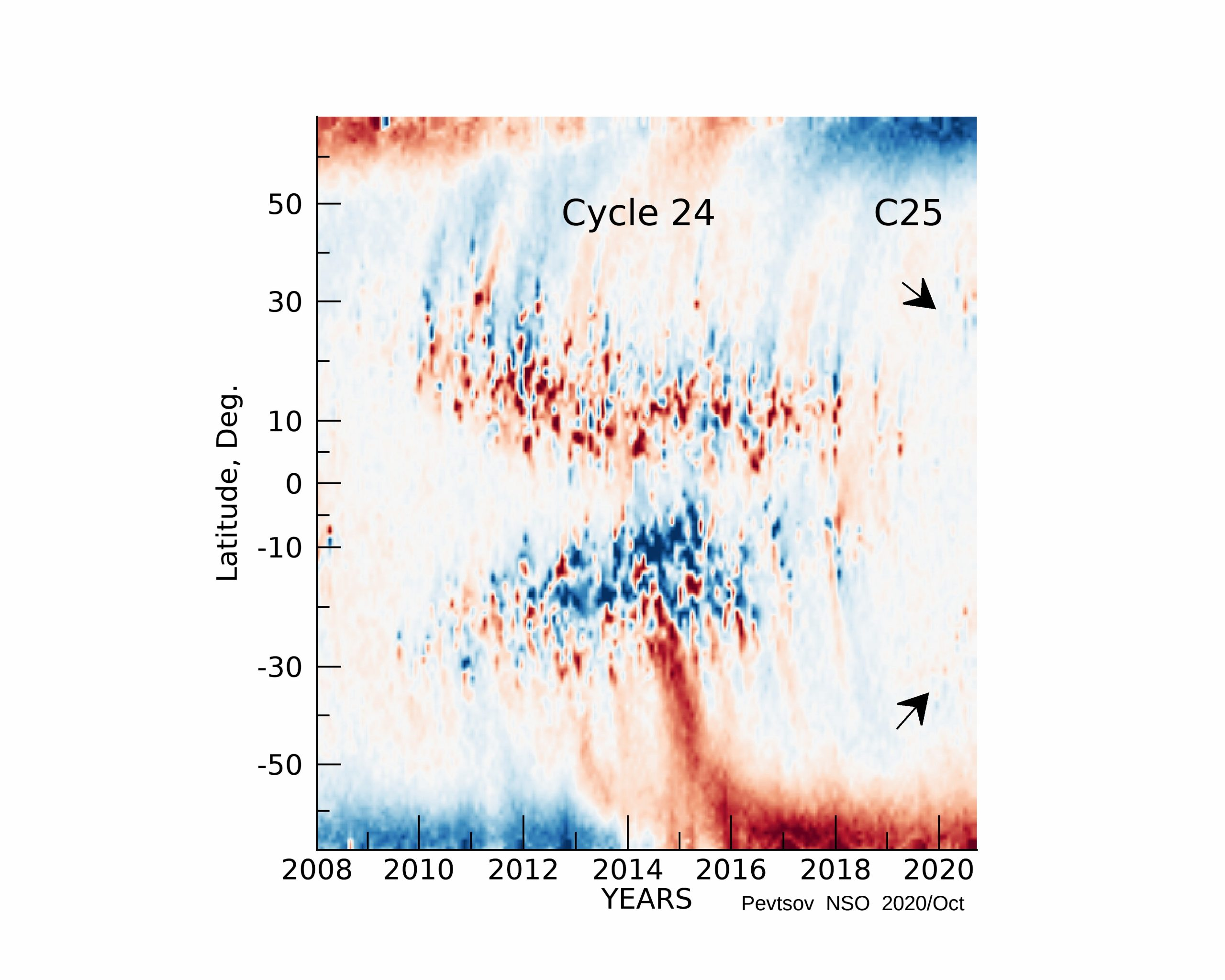
Diagrama de tiempo vs. latitud solar del componente radial del campo magnético solar (mapa supersinóptico o diagrama de “mariposa”) para el Ciclo 24 basado en los mapas sinópticos de rotación entera (con corrección de punto cero) de GONG. Azul/Rojo muestran campos de polaridad negativa/positiva escalados entre ± 5 Gauss. Dos flechas negras marcan la ubicación aproximada de dos bandas latitudinales del ciclo 25. Los datos son adquiridos por instrumentos GONG operados por NISP/NSO/AURA/NSF.

En abril de 2018, el Sol mostró signos de una mancha solar de polaridad magnética inversa que apareció y comenzó este ciclo solar. Es común durante la transición de un ciclo al siguiente experimentar un período en el que existen manchas solares de ambas polaridades (durante el mínimo solar). Las manchas solares de polaridad invertida hacia el polo sugieren que se está produciendo una transición al ciclo 25. La primera mancha solar del ciclo 25 puede haber aparecido a principios de abril de 2018, o incluso en diciembre de 2016.
En noviembre de 2019, aparecieron dos manchas solares de polaridad inversa, posiblemente señalando el inicio del ciclo 25.
Al 1 de enero de 2021, el ciclo solar 25 muestra signos tempranos de ser algo más fuerte que el ciclo solar 24:
- El recuento promedio de manchas solares de 13 meses para junio de 2020 fue de 7.8 manchas por día, en comparación con 4.1 para el mes correspondiente en el período anterior. ciclo.

- En noviembre de 2020 hubo un promedio de 34 manchas por día, 10 meses antes que el primer mes para promediar 30 o más en el ciclo 24.

- El primer día único en tener 90 manchas ocurrió en el mes 12 de este ciclo, en comparación con el mes 27 en el ciclo 24 .

- Desde el 1 de junio de 2020, ha habido 80 días sin manchas, en comparación con 139 en el período correspondiente del ciclo 24.

- 2020 tuvo un 80% más de manchas solares que para el período correspondiente en SC24.

Estas cifras coinciden inicialmente con un nuevo artículo (octubre de 2020) de McIntosh et. Alabama. que proyecta que el ciclo solar 25 será casi con certeza más fuerte que SC24 (ISN max 116), y muy probablemente más fuerte que SC23 (ISN max 180).

## Acontecimientos

### 2020
El 29 de mayo de 2020, tuvieron lugar las primeras erupciones solares de clase C del ciclo solar 25, así como la primera llamarada de clase M.
La actividad solar continuó aumentando en los meses siguientes, especialmente de manera abrupta en octubre, y las erupciones se produjeron casi a diario en noviembre. El 29 de noviembre, se produjo una llamarada M4.4, la más fuerte del ciclo hasta la fecha, lo que posiblemente indica que el ciclo solar sería más activo de lo que se pensaba inicialmente.
Unos días después, el 8 de diciembre, se encontró una pequeña eyección de masa coronal que se dirigía directamente hacia la Tierra poco después de una fuerte erupción solar de clase C, que golpeó el planeta el 9-10 de diciembre y provocó auroras brillantes en latitudes altas.

### 2021
El 3 de julio de 2021, se registró la primera fulguración solar de clase X del ciclo, alcanzando un máximo de X1.59. Aunque es probable que creara una CME, el evento no se dirigió hacia la Tierra.
El 22 de julio, se observaron seis manchas solares por primera vez, desde el 6 de septiembre de 2017.
El 9 de octubre, una mancha solar activa entró en erupción, produciendo una fuerte llamarada solar de clase M1.6 y una eyección de masa coronal. Una tormenta geomagnética podría alcanzar a la Tierra entre el 11 y 12 de octubre, ocasionando daños en el suministro eléctrico y el acceso a internet.